# Лея Альборн
Лея Фредеріка Альборн (швед. Lea Fredrika Ahlborn, 18 лютого 1826, Стокгольм — 13 листопада 1897, Стокгольм) — шведський різьбяр монетних штемпелів і медальер, дочка і учениця медальера Л.-П. Лундгрена. Входить до числа провідних шведських медальєрів.
Навчалася в школі при Академії мистецтв у Стокгольмі, закінчивши яку, в 1851 році продовжила освіту в Парижі.
У 1853 році, після смерті батька, зайняла його посаду на Монетному дворі в Стокгольмі, офіційно затверджена на посаді в 1855 році.
Створила штемпеля для багатьох шведських, норвезьких і фінських монет.
Найбільш відомі створені їй медалі: в честь шведських королів Карла XIV Юхана, Карла XV і Оскара II, шведських королев Жозефіни і Луїзи, шведського історика Ханса Йерта, в честь 400-річчя Уппсальского університету, 100-річчя проголошення незалежності США, 400-річчя відкриття Америки Колумбом, нагородні медалі Шведської академії і Шведського наукового товариства.
Остання робота (автопортретна медаль) була пізніше гравірована її учнем І.-А. Ліндбергом і викарбувана в 1901 році на замовлення Шведського нумізматичного товариства.
Свої роботи позначала «L.A.», «LEA AHLBORN».